# Oljoro
Oljoro ist ein Verwaltungsbezirk (Ward) des Distrikts Arusha DC in der tansanischen Region Arusha.

## Geografie
Oljoro liegt im Norden von Tansania, südlich der Bezirkshauptstadt Arusha an der Grenze zu Manyara.
Der Bezirk grenzt im Norden an die Bezirke Laroi und Muriet, im Osten an Bwawani, im Süden an Oljoro No. 5 im Distrikt Simanjiro und im Westen an Moita des Distrikts Monduli.
Oljoro hat eine Fläche von 7,9 Quadratkilometern. Bei der Volkszählung 2022 lebten hier 9100 Menschen in 2372 Haushalten.

## Gliederung
Der Bezirk besteht aus drei Gemeinden (Mtaa) mit zehn Orten (Kitongoji):
| Mirongoine - Bondeni - Kigongoni - Kumbakumba | Oljoro - Ujamaa - Olmotony - Kikedokini | Mbuyuni - Endeves - Ilmitong'wa - Mbuyuni - Enjikaka |

## Wirtschaft und Infrastruktur
- Bildung: Die Oljoro Secondary School ist eine weiterführende Schule, die Burschen und Mädchen bis zur 4. Stufe ausbildet.[8]
- Gesundheit: In der Gemeinde Mbuyuni befindet sich seit 1993 ein öffentliches Gesundheitszentrum.[9]